# رایز تکنولوژی

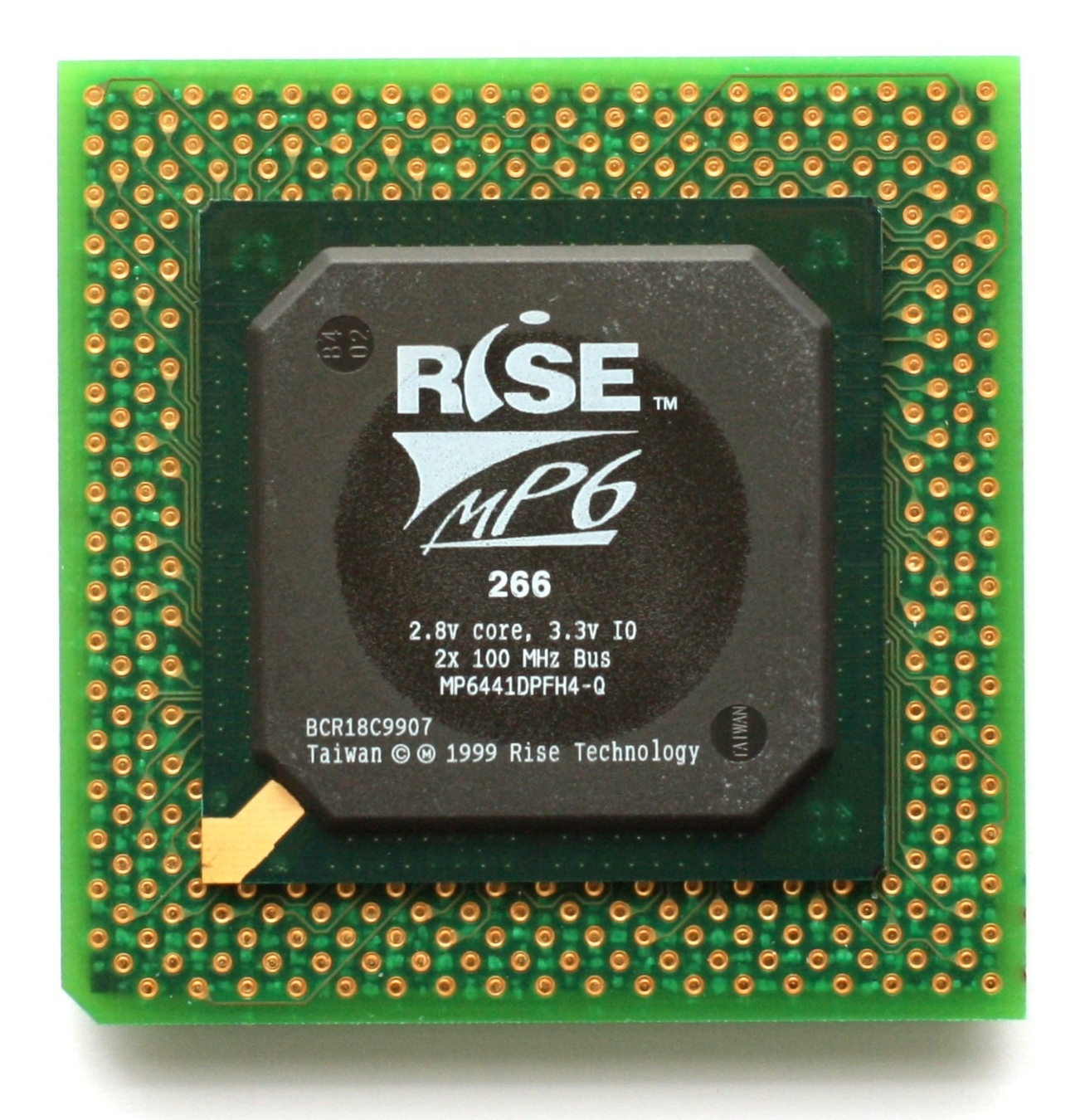
رایز تکنولوژی

رایز تکنولوژی (انگلیسی: Rise Technology) شرکت سخت‌افزار آمریکایی است، که در سال ۱۹۹۳ تأسیس شد.